# Túnel Maroggia
O Túnel de Maroggia é um túnel ferroviário no cantão suíço de Ticino. O túnel está situado na margem oriental do Lago Lugano, entre Bissone e Maroggia. Faz parte da linha Swiss Federal Railways Gotthard, que liga Lugano e o norte da Suíça a Chiasso e a Itália, entre a ponte de Melide e a estação de Maroggia-Melano. Tem 569 metros (1 900 pé)   de comprimento, e carrega bitola padrão (1,435  mm) com via electrificada a 15 k V AC 16 2/3 Hz usando linha de contacto aérea.
O Túnel de Maroggia é paralelo ao Túnel de San Nicolao, conduzindo a autoestrada A2 pelo mesmo promontório à beira do lago.